# Рейс 3701 авиакомпании Cameroon Airlines
Рейс 3701 авиакомпании Cameroon Airlines состоялся 3 декабря 1995 года и завершился авиакатастрофой. Самолёт Boeing 737-200, регистрационный номер TJ-CBE, потерпел крушение после потери управления недалеко от Дуалы, Камерун. При втором заходе на посадку в международном аэропорту Дуала произошёл отказ одного из двигателей. В результате аварии погибли 71 пассажир и члены экипажа. Пять человек выжили, получив ранения.

## Самолёт и его экипаж
В аварии пострадал самолёт Boeing 737-200 Advanced. Регистрационный номер TJ-CBE (MSN 23386) был построен в 1985 году и передан Cameroon Airlines 30 августа. 
Капитаном был 45-летний Сали Юнуса Аман, он налетал в общей сложности 7990 часов, из которых 5923 часа — на самолёте Boeing 737. 44-летний второй пилот Клод Эмиль Ломбо имел общий налёт 5850 часов, из них 4317 часов на самолёте Boeing 737.

## Катастрофа
Рейс 3701 авиакомпании Cameroon Airlines вылетел из аэропорта Каджехоун в Котону, Бенин, в международный аэропорт Дуала. На борту Boeing 737-200 находились 71 пассажир и пять членов экипажа. После часового полёта самолёт был готов к посадке в международном аэропорту Дуала, но когда шасси было выпущено, индикатор носовой стойки показал, что оно не выпущено. Пилоты позвонили в службу управления воздушным движением и сообщили, что у них возникли проблемы с шасси, и экипаж принял решение прекратить заход на посадку. Через несколько минут они попытались выполнить второй заход, но пилоты не увидели, что двигатель № 2 работает на высокой мощности, а двигатель № 1 не развивает мощность. Затем самолёт вошёл в крутое пике и рухнул в 6 километрах от взлётно-посадочной полосы в мангровых болотах. Самолёт загорелся, погибли 71 пассажир и члены экипажа. Пять человек выжили в катастрофе.

## Причина
В отчёте об аварии установлено, что причиной потери управления и отказа двигателя № 1 стали:
Вероятной причиной аварии является потеря управления при попытке захода на второй круг, предпринятой во время манёвра по выходу на взлётно-посадочную полосу с ухудшенными лётно-техническими характеристиками. 
Серьёзный вклад в это внесли:
1. Отрыв вследствие структурной усталости лопатки компрессора первой ступени двигателя № 1, приведший к потере мощности и дестабилизации траектории при посадке
2. Несвоевременное или медленное выполнение процедуры захода на второй круг с неустановленной конфигурацией одного двигателя, приводящее к необратимой потере скорости.